# Nissiros
Nissiros er en lille græsk vulkanø mellem Tilos og Kos i Dodekaneserne tæt på Tyrkiet.
Nissiros har et areal på 41 km² og ca. 1.000 indbyggere. På øen findes et stort vulkankrater, der ligner et månelandskab. Øen har ingen lufthavn, så man må sejle dertil. Der går bilfærge fra Rhodos eller Kos til havnebyen Mandráki.
- Wikimedia Commons har flere filer relateret til Nissiros

36°35′10″N 27°09′36″Ø / 36.586°N 27.16°Ø